# La Jeunesse de Spirou (album)
La Jeunesse de Spirou, ou La seule et incroyable histoire plus ou moins vraie de la jeunesse de Spirou et autres stupéfiantes révélations, est un album de bande dessinée, le trente huitième de la série Les Aventures de Spirou et Fantasio. Il s'agit d'un recueil de petites histoires réalisées par Tome et Janry au cours des années précédentes.

## Synopsis
Spip commente des articles sortis dans la presse au sujet de Spirou et Fantasio.

## La Jeunesse de Spirou
1983
L'oncle Paul, un soir de fête bien arrosé, raconte une version farfelue de la jeunesse du héros et de ses compagnons.
Publiée pour la première fois dans l'Album +5 du journal de Spirou, cette histoire est à l'origine de la série Le Petit Spirou, créée plus tard par Tome et Janry.

## Vilain Faussaire!
1983
Spirou enquête sur un faussaire qui publie un Gaston n°5 pirate (exploitant l'absence légendaire d'un n°5 dans la collection). Il trouve rapidement sa planque mais le bandit réussit à s'enfuir en mettant le feu au bâtiment.
Publié pour la première fois dans l'Album +6 du journal de Spirou.

## Le Groom du président
1982
Un soir de réveillon, Spirou, qui portait encore sa tenue de groom, est embarqué par un directeur d'hôtel qui le prend pour un de ses employés. Il se retrouve à l'ascenseur au moment où le président américain arrive dans l'hôtel. Cependant, désireux de passer la nuit sans ses gardes du corps, il offre à Spirou une occasion de s'enfuir.
Publié pour la première fois dans l'Album +4 du journal de Spirou.

## L'Incroyable Burp!
1984
Le Comte de Champignac découvre au cours d'une expérience qu'un de ses produits provoque d'horribles mutations sur un corps vivant en contact avec l'alcool. Dupilon en avale par mégarde, ce qui fait qu'un monstre est lâché sur Champignac! Cependant, l'attention de Spirou et Fantasio est prise par des bandits qui braquent le bureau de poste du village. Les bandits sont finalement vaincus et personne ne reconnaîtra Dupilon, vite guéri, dans le monstre.

### Publications
Publié pour la première fois dans le journal de Spirou du n°2394 au n°2401.

### Adaptation
- L'épisode "L'Incroyable Burp" de cet album fut adapté en 1995 dans la série animée Spirou.

## Gare au cliché!
1981
Le Comte de Champignac se réunit avec d'anciens camarades afin de présenter des inventions à but strictement humanitaire, au château de Champignac. Cependant, un espion s'est introduit parmi les invités. Spirou et Fantasio sont chargés de le démasquer. En réalité, il s'avère rapidement qu'ils sont deux, mais les deux héros parviennent tout de même à les neutraliser.
Publié pour la première fois dans le journal de Spirou n°2271.

### Adaptation
- L'épisode "Gare au Cliché" de cet album fut adapté en 1995 dans la série animée Spirou sous le nom de "Mic-mac à Champignac".

## Personnages
- Le Comte de Champignac
- Dupilon
- Duplumier
- Fantasio
- Le Maire de Champignac
- Oncle Paul (hommage à la série Les Belles Histoires de l'oncle Paul)
- Poildur
- Seccotine
- Spip
- Spirou
- Zantafio